# Yumurtalık, Adana
Yumurtalık là một huyện thuộc tỉnh Adana, Thổ Nhĩ Kỳ. Huyện có diện tích 554 km² và dân số thời điểm năm 2007 là 19155 người, mật độ 35 người/km².